# Vương quốc Síp
Vương quốc Síp (tiếng Hy Lạp: Βασίλειον τῆς Κύπρου, tiếng Latinh: Regnum Cypri, tiếng Pháp: Royaume de Chypre) do Thập tự quân thiết lập vào năm 1192 trên đảo Síp và bị bán lại cho Venice năm 1489. Đương thời, Đế quốc Byzantin coi sự tồn tại Vương quốc Síp là hành vi xâm hại chủ quyền Byzantin của Thập tự quân và đe dọa lợi ích minh ước của Byzantin với Tòa Thánh.

## Lịch sử

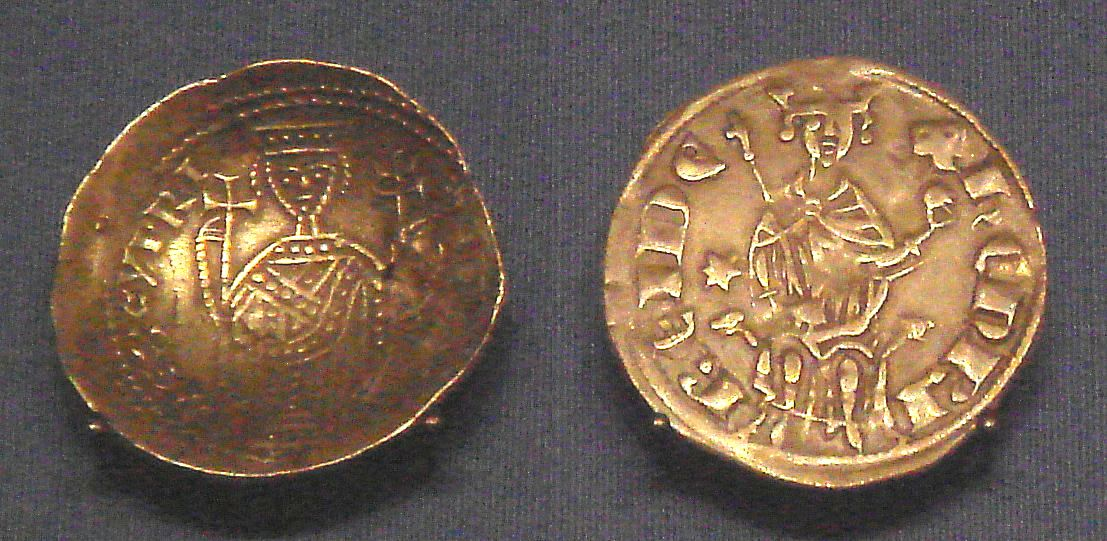
Cyprus gold bezant, derived from Byzantine design, 1218–1253 (left), and Cyprus Western-style silver gros 1285–1324 (right).

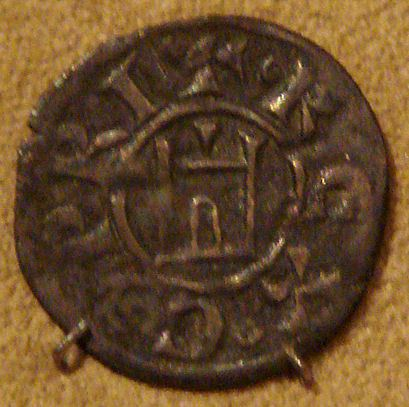
Coin of the kingdom of Cyprus, 13th century.

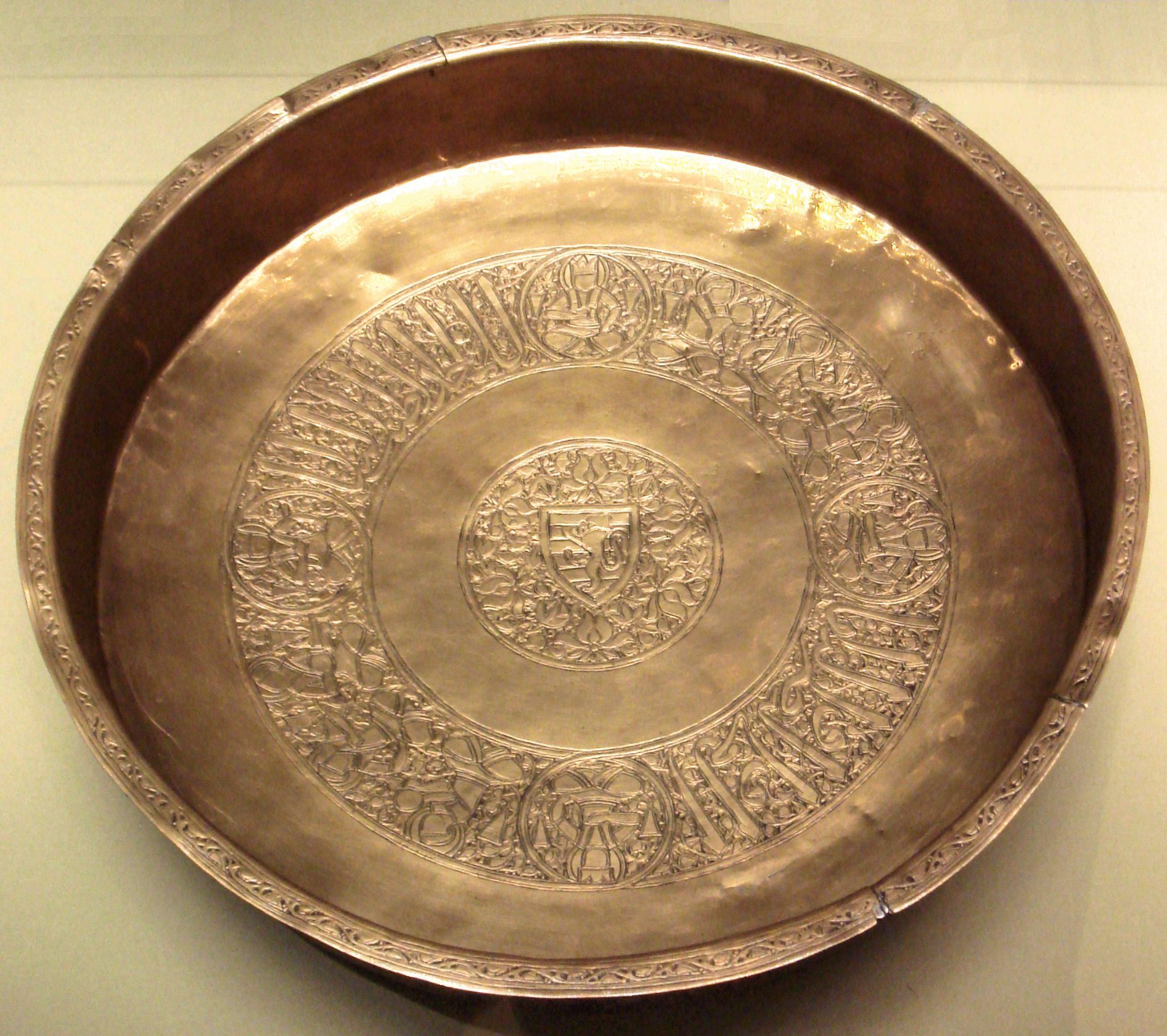
Plate of the House of Lusignan, with coat of arms at the center. Early 14th century, Síp. Louvre Museum.

Năm 395, Síp trở thành một phần của Đế quốc Byzantin, đế chế này mất quyền kiểm soát hòn đảo vào tay người Ả Rập năm 649 trước khi tái giành lại năm 966. Trong Cuộc Thập tự chinh thứ Ba, năm 1191, Richard I của Anh đã chiếm hòn đảo từ Isaac Komnenos. Ông dùng nó như một căn cứ hậu cần chính khá an toàn khỏi Saracens. Một năm sau Guy của Lusignan mua lại hòn đảo từ Templars để bù cho những thiệt hại của vương quốc của ông.
Cộng hòa Venezia nắm quyền kiểm soát đảo năm 1489 sau sự thoái vị của nữ vương Catarina Corner. Bà là góa phụ của James II người là Lusignan quốc vương Síp cuối cùng. Sử dụng nó như một cổng thương mại quan trọng, người Venice nhanh chóng củng cố Nicosia; thành phố thủ đô hiện tại của Síp, với những Bức tường Venice nổi tiếng. Trong suốt thời cai trị của Venice, Đế chế Osman thường tiến hành những cuộc cướp phá Síp. Năm 1539 quân Osman phá huỷ Limassol và vì lo ngại điều xấu nhất có thể xảy ra, người Venice cũng củng cố Famagusta và Kyrenia.

## Lãnh tụ
| Nguyên danh                         | Chân dung | Sinh nhật               | Thống trị         | Thống trị                   | Tử nhật                  | Vương hậu | Phụ chú |
| Nguyên danh                         | Chân dung | Sinh nhật               | Khởi thủy         | Kỳ hạn                      | Tử nhật                  | Vương hậu | Phụ chú |
| ----------------------------------- | --------- | ----------------------- | ----------------- | --------------------------- | ------------------------ | --- | ------- |
| Guido di Lusignano                  |           | 1150 circa              | 1192              | 1194                        | 1194                     | Sibilla di Gerusalemme (1160–1190)                                                                             |         |
| Amalrico I di Lusignano             |           | 1144 circa              | 1194              | 1º aprile 1205              | 1º aprile 1205           | Eschiva d'Ibelin (1160–1196) Isabella di Gerusalemme (1172–1205)                                               |         |
| Ugo I di Lusignano                  |           | 1195                    | 1205              | 1218                        | 1218                     | Alice di Champagne (1195–1246)                                                                                 |         |
| Enrico I di Lusignano il Grasso     |           | 3 maggio 1217           | 1218              | 18 gennaio 1253             | 18 gennaio 1253          | Alice degli Aleramici (...–1233) Stefania di Barbaron (1220/1225–1249) Pleasance di Antiochia (1235/1236–1261) |         |
| Ugo II di Lusignano                 |           | Giugno/Agosto 1252/1253 | 1253              | 5 novembre/dicembre 1267    | 5 novembre/dicembre 1267 | Isabella d'Ibelin (1241–1324)                                                                                  |         |
| Ugo III di Lusignano il Grande      |           | 1235                    | 1267              | 24 marzo 1284               | 24 marzo 1284            | Isabella d'Ibelin (1241–1324)                                                                                  |         |
| Giovanni I di Lusignano             |           | 1259/1267 circa         | 1284              | 20 maggio 1285              | 20 maggio 1285           | |         |
| Enrico II di Lusignano              |           | Giugno 1270             | 1285              | 1306 (spodestato)           | 31 agosto 1324           | Costanza d'Aragona (1305–1344)                                                                                 |         |
| Amalrico II di Lusignano            |           | 1272                    | 1306              | 5 giugno 1310               | 5 giugno 1310            | Isabella d'Armenia (1275/1280–1323)                                                                            |         |
| Enrico II di Lusignano              |           | Giugno 1270             | 1310 (restaurato) | 31 agosto 1324              | 31 agosto 1324           | Costanza d'Aragona (1305–1344)                                                                                 |         |
| Ugo IV di Lusignano                 |           | 1293/1296               | 1324              | 24 novembre 1358 (abdicato) | 10 ottobre 1359          | Maria d'Ibelin (...–...) Alice d'Ibelin (1304/1306–post 1386)                                                  |         |
| Pietro I di Lusignano               |           | 9 ottobre 1328          | 24 novembre 1358  | 17 gennaio 1369             | 17 gennaio 1369          | Eleonora d'Aragona (1333–1416)                                                                                 |         |
| Pietro II di Lusignano il Grasso    |           | 1354/1357 circa         | 1369              | 13 ottobre 1382             | 13 ottobre 1382          | Valentina Visconti (1357–1393)                                                                                 |         |
| Giacomo I di Lusignano              |           | 1334                    | 1382              | 9 settembre 1398            | 9 settembre 1398         | Helvis di Brunswick-Grubenhagen (1353–1421)                                                                    |         |
| Giano di Lusignano                  |           | 1375                    | 1398              | 29 giugno 1432              | 29 giugno 1432           | Anglesia Visconti (1377–1439) (ripudiata) Carlotta di Borbone (1388–1422)                                      |         |
| Giovanni II di Lusignano            |           | 16 maggio 1418          | 1432              | 28 luglio 1458              | 28 luglio 1458           | Amedea Paleologa di Monferrato (1418–1440) Elena Paleologa (1428–1458)                                         |         |
| Carlotta di Lusignano               |           | 28 giugno 1444          | 1458              | 1464 (spodestata)           | 16 luglio 1487           | Giovanni di Aviz (1431–1457) Luigi di Savoia (1436–1482)                                                       |         |
| Giacomo II di Lusignano il Bastardo |           | 1438/1440 circa         | 1464              | 10 luglio 1473              | 10 luglio 1473           | Catarina Cornaro (1454–1510)                                                                                   |         |
| Giacomo III di Lusignano            |           | 6 luglio 1473           | 10 luglio 1473    | 26 agosto 1474              | 26 agosto 1474           | |         |
| Catarina Corner                     |           | 25 novembre 1454        | 26 agosto 1474    | 26 febbraio 1489            | 10 luglio 1510           | Giacomo II di Lusignano (1438/1440–1473)                                                                       |         |